# Autoexec.bat
Autoexec.bat és un arxiu que només s'utilitzava en MS-DOS i en sistemes operatius basats en MS-DOS com ho són Windows 3.x, Windows 95, Windows 98 i Windows ME. Aquest arxiu només es pot executar un cop l'arxiu config.sys ja s'hagi executat o, en Windows, just abans que aparegui l'entorn gràfic. Serveix, principalment, per a establir les variables de l'entorn, executar aplicacions a l'inici, antivirus i controladors de driver, que han d'operar als nivells més baixos.

## Exemples
Un exemple del que conté un arxiu "autoexec.bat" és:
@ECHO OFF

SET PROMPT=$P$G

SET PATH=C:\DOS;C:\BATH;C:\WINDOWS

SET TEMP=C:\DOS\TEMP

SET DIRCMD=/O:GEN

MODE CON CODEPAGE PREPARE=((850) C:\DOS\EGA.CPI)

MODE CON CODEPAGE SELECT=850

C:\DOS\KEYB SP,,C:\DOS\KEYBOARD.SYS

C:\DOS\SMARTDRV.EXE

C:\DOS\DRIVERS\MOUSE.COM

C:\DOS\SHARE.EXE /L:500 /F:5100

C:\DOS\DOSKEY /INSERT

C:\DOS\VSAFE